# Legenda o Mistrzu Hiramie
Zasugerowano, aby zintegrować ten artykuł z artykułem Hiram Abiff#Legenda. Nie opisano powodu propozycji integracji.
Legenda o Mistrzu Hiramie – wolnomularskie opowiadanie o życiu i męczeńskiej śmierci legendarnego założyciela masonerii – Hirama Abiffa. Stanowi ono istotny element w wolnomularskiej rytualistyce stopnia mistrzowskiego. Wzmianki o Hiramie pojawiały się już w tzw. Cooke Manuskript z początku XV wieku i od tego momentu rozpoczęła się rozbudowa legendy. Na stałe do symboliki wolnomularskiej legenda o Hiramie została włączona w 1730.
Legenda funkcjonuje obecnie w wielu wersjach, różniących się niekiedy między sobą dość znacznie. Jedna z poetyckich wersji tego tekstu w polskiej wersji językowej została w całości dołączona jako aneks do książki: Rozmowy o masonerii. Z Norbertem Wójtowiczem o masonerii w Polsce i na świecie rozmawia Natalia Dueholm, Krzeszowice 2005. 